# Po Rusi
Po Rusi (По Руси) è un film del 1968 diretto da Fёdor Ivanovič Filippov.